# Рєдін Єгор Кузьмович
Єго́р Кузьми́ч Рє́дін (2 листопада 1863, село Старше, Дмитріївський повіт, Курська губернія — 1908, Харків) — український історик мистецтва і археолог.

## Біографія
Середню освіту Є. К. Рєдін одержав у Тифлісі. Закінчив історико-філологічний факультет Новоросійського університету в Одесі, де відразу виявив глибокий інтерес до вивчення історії мистецтв Візантії і Давньої Русі. Серед учителів Рєдіна — Н. П. Кондаков, О. І. Кірпічников, під впливом яких сформувався світогляд майбутнього історика.
Був професором Харківського університету. Завідувач Музею мистецтва і старовини, член Харківського історико-філологічного товариства. Захоплення Є. К. Рєдіна історією мистецтв проявилось у тому, що він і Д. В. Айналов взялися за спільну працю про Софіївський собор у Києві, його мозаїки й фрески.

## Праці
Єгор Рєдін є автором фундаментальних досліджень з історії художньої культури Київської Русі, археології періоду раннього християнства, італійського мистецтва доби Відродження, архітектурно-художніх пам'яток Києва, Харкова тощо.
Серед праць Рєдіна:
- (рос.)«Древние памятники искусства Києва. Софийский собор. Исследования древней мозаической и фресковой живописи» (разом з Д. Айналовим, 1889),
- (рос.)«Каталог выставки XII археологического съезда в Харкове. Отдел церковных древностей» (1902),
- (рос.)«Материалы к изучению церковних древностей Украины» (1905).
- Редин Е. Харьковская школа изящных искусств / Е. Редин. — Харьков: Тип. Губерн. Правления, 1895. — 13 с.
- Редин Е. Харьков — как центр художественного образования Юга России / Е. Редин. — Харьков: Тип. Губерн. правления, 1894. — 36 с.
- Редин Е. К. Преподавание искусств в Императорском Харьковском университете: к истории Императорского Харьковского университета (1805—1905) / Е. К. Редин. — Харьков: Тип. и литогр. М. Зильберберга и С-вья, 1905. — 35 с.
- Редин Е. К. Могильник кургана слободы Сеньково, Купянского уезда / Е. К. Редин и Н. А. Федоровский. — Харьков: Типо-литогр. «Печ. Дело», 1900. — 13 с.

## Пам'ять
У районі Харкова, Верещаківка, існує вулиця Рєдіна, названа на честь Єгора Кузьмича.